# O'Higgins (Cile)
O'Higgins è un comune del Cile della provincia di Capitán Prat nella regione di Aysén. Al censimento del 2002 possedeva una popolazione di 463 abitanti.

## Società

### Evoluzione demografica
| Censimento del 1992 | Censimento del 2002 |
| 337 ab.             | 463 ab.             |